# Кастильони, Арианна
Арианна Кастильони (итал. Arianna Castiglioni; род. 15 августа 1997, Бусто-Арсицио, Ломбардия) — итальянская пловчиха. Бронзовый медалист Чемпионата Европы (2016 и 2018) на дистанции 100 брассом.

## Карьера
Специализируется в брассе.
В 2018 году на чемпионате Европы в Глазго сумела доплыть третей и завоевать бронзовую медаль на дистанции 100 метров брассом. 
В мае 2021 года на чемпионате Европы в Будапеште, Арианна на дистанции 100 метров брассом завоевала серебряную медаль, проплыв в финальном заплыве за 1:06,13. 